# Iolaos-Roman
Der sogenannte Iolaos-Roman ist ein nur durch ein einziges Papyrus-Fragment aus Oxyrhynchus bekannter antiker Roman in griechischer Sprache. Das betreffende Fragment POxy. 3010 wird auf den Anfang des 2. Jahrhunderts datiert. Die inhaltlichen Bezüge sind nicht ganz klar, aber es scheint, dass ein gewisser Iolaos und ein Kinäde, ein männlicher Prostituierter, einer Gefahr zu entgehen versuchen und sich zu diesem Zweck als Galloi, als kastrierte Priester der Kybele, verkleidet haben. Im Fragment wird Iolaos innerhalb eines Prosatextes in sotadeischen Versen angesprochen, also einer als Prosimetrum bezeichneten  Mischung von Prosa und Vers. Der Text bricht mit einem Euripideszitat über den Wert der Freundschaft ab.
Die Bedeutung des Fragments liegt darin, dass es mit der Verwendung des Prosimetrums den einzigen Beleg für einen dem Satyricon des Petronius vergleichbaren realistisch-komischen Roman in der griechischen Literatur darstellt.